# Стороженко Михайло Олексійович
Михайло Олексійович Стороженко (нар. 24 листопада 1997, Харків, Україна) — український футболіст, півзахисник. Онук співзасновника «Металіста 1925» Сергія Стороженка.

## Життєпис
Вихованець «Металіста». З 2015 по 2016 рік виступав за харківський клуб у юнацькому U-19 (24 матчів) та молодіжному чемпіонаті України (2 матчі). У дорослому футболі дебютував 2016 року у складі харківського УФК, який виступав в обласному чемпіонаті. Того ж року приєднався до новоствореного «Металіста 1925», з яким виграв срібні нагороди аматорського чемпіонату України (зіграв 4 матчі) та виборов путівку до Другої ліги. На професійному рівні дебютував 15 липня 2017 року в програному (0:1) виїзному поєдинку 1-го туру групи «Б» Другої ліги проти «Дніпра-1». Михайло вийшов на поле на 85-й хвилині, замінивши Сергія Давидова. Єдиним голом за харківську команду відзначився 31 березня 2018 року на 89-й хвилині переможного (4:0) домашнього поєдинку 23-го туру групи Б Другої ліги проти «Інгульця-2». Стороженко вийшов на поле на 63-й хвилині, замінивши Сергія Романова. У сезоні 2017/18 років допоміг «Металісту 1925» завоювати бронзові нагороди чемпіонату та отримав путівку до Першої ліги.

## Досягнення
- Друга ліга України
  -  Бронзовий призер: 2017/18

- Чемпіонату України серед аматорів
  -  Срібний призер: 2016/17